# 酒中酒
酒中酒是貴州仁怀出产的一系列大曲白酒，为中国驰名商标。酒中酒为改革开放后产生的新品牌，酒厂于1992年成立，是家民企，曾因股份变动而数次易名。最初产品以浓香型白酒为主，后又发展出酱香型白酒，现共有古镇老酒、酒中酒、酒中酒霸酒、西部河谷酒、小品酒五个品牌系列。